# Chiuro
Chiuro (lombardul: Ciür) település Olaszországban, Sondrio megyében. Lakosainak száma 2424 fő (2023. január 1.). Chiuro Castello dell’Acqua, Lanzada, Montagna in Valtellina, Ponte in Valtellina, Teglio, Brusio és Poschiavo községekkel határos.

## Népesség
A település népességének változása:
| Lakosok száma | 2553 | 2552 | 2424 |
|               | 2017 | 2018 | 2023 |